# Prins Knud av Danmark
Knud (danska: Arveprins Knud Christian Frederik Michael), född 27 juli 1900, död 14 juni 1976, arvprins av Danmark, andre son till Kristian X och drottning Alexandrine. Han var yngre bror till Fredrik IX.

## Biografi

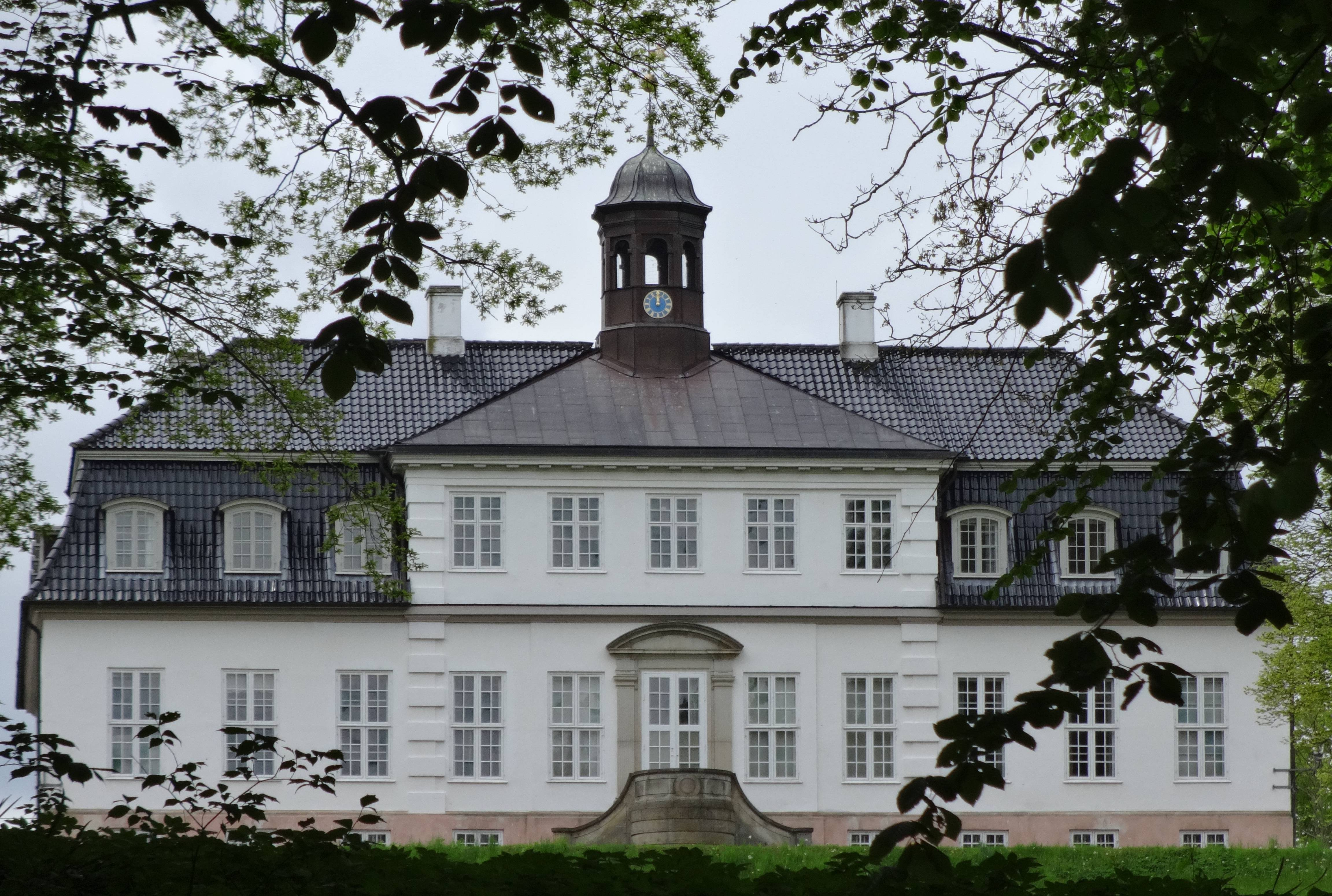
Prins Knuds födelseort, Sorgenfri slott, norr om Köpenhamn.

Prins Knud föddes på sina föräldrars sommarresidens, Sorgenfri slott, beläget vid den lilla floden Mølleåen i Kongens Lyngby norr om Köpenhamn på ön Själland i Danmark.
Han gifte sig 1933 med sin kusin prinsessan Caroline-Mathilde av Danmark, född 27 april 1912, död 12 december 1995. Deras fäder var bröder.
Barn:
- Prinsessan Elisabeth av Danmark, född 8 maj 1935, död 19 juni 2018, ogift, hade inga barn.
- Ingolf av Rosenborg, greve av Rosenborg, född prins av Danmark, född 17 februari 1940, gift, har inga barn.
- Christian, greve av Rosenborg, född prins av Danmark, född 22 oktober 1942, död 21 maj 2013, gift, hade tre döttrar.

Efter faderns död 1947 kom prins Knud att stå först i tronföljden efter sin bror, med titeln arvprins (arveprins). Detta eftersom den danska tronföljden var agnatisk och kung Fredrik IX endast hade döttrar.
Som en följd av att prins Knud, liksom hans äldste son Ingolf, allmänt ansågs lite tafatt samt på grund av den dåvarande kungafamiljens popularitet, ändrades tronföljdslagen 1953, och Danmark övergick, med retroaktiv verkan från agnatisk till kognatisk tronföljd.  Brodern Fredrik IX:s äldsta dotter, den då trettonåriga Margrethe, blev därmed tronföljare. Knud fick dock behålla titeln arvprins.

## Utmärkelser
- Riddare av Serafimerorden, 26 september 1926.[3]